# Clubiona maya
Clubiona maya este o specie de păianjeni din genul Clubiona, familia Clubionidae, descrisă de Yasaka Hayashi și Yoshida, 1991. Conform Catalogue of Life specia Clubiona maya nu are subspecii cunoscute.